# Adicella fulva
Adicella fulva är en nattsländeart som beskrevs av Douglas E. Kimmins 1963. Adicella fulva ingår i släktet Adicella och familjen långhornssländor. Inga underarter finns listade i Catalogue of Life.